# SS Savannah
SS Savannah je bila ameriška jadrnica s pogonskim parnim strojem, ki so jo zgradili leta 1818. Velja za prvo ladjo na parni pogon, ki je prečkala Atlantik. 
Plovba je trajala med 24. majem in 30. junijem 1819, sicer je samo majhen del poti uporabljala parni stroj. Po vrnitvi iz Evrope so jo predelali nazaj v jadrnico. 